# Pyglet
PygletはPythonのライブラリであり、オブジェクト指向のアプリケーションプログラミングインタフェースを提供する。Pygletはゲームやマルチメディアアプリケーションの作成に用いられる。Pygletはクロスプラットフォームなライブラリであり
、Microsoft Windows・Mac OS X・Linux上で動作する。PygletはBSDライセンスの下で提供されている。Pygletは依存するパッケージがないという特徴を持つ。
Pygletはウィンドウ表示・フルスクリーン表示・複数のモニタをサポートしている。通常でも多くの形式の画像・動画・音楽ファイルを実行することができるが、AVbinプラグインを導入することで、さらに取り扱える形式が増える。AVbinプラグインはLibavというパッケージを用いており、このパッケージはMP3・Ogg/vorbis・Windows Media Audio・DivX・MPEG-2・H.264・WMV・XviDなどの形式を扱うことができる。

## 例
```
import
 
pyglet

window
 
=
 
pyglet
.
window
.
Window
(
width
=
640
,
 
height
=
480
,
 
caption
=
"Hello World!"
)

pyglet
.
app
.
run
()

```